# Багряж-Никольское
 Багряж-Никольское  — деревня в Альметьевском районе Татарстана. Входит в состав Багряж-Никольского сельского поселения.

## География
Находится в юго-восточной части Татарстана на расстоянии приблизительно 41 км на запад от районного центра города Альметьевск.

## История
Основана в первой трети XVIII века.

## Население
Постоянных жителей было: в 1782—152, в 1795—235 душ муж. пола; в 1859—797, в 1870—837, в 1897—1296, в 1926—706, в 1938—686, в 1949—604, в 1958—423, в 1970—348, в 1979—248, в 1989—105, в 2002 — 85 (русские 90 %), 62 в 2010.